# Алёша (фильм)
«Алёша» — советский художественный фильм режиссёра Виктора Обухова.

## Сюжет
Окончив педагогический институт, Алёша Хромов приехал по распределению в незнакомый ему город. Новый коллектив, первые опыты на работе… Обывательские пересуды не сломили молодого преподавателя литературы. Прошло время — и незнакомый город стал родным…

## В ролях
- Виталий Юшков — Алёша Хромов
- Наталия Флоренская — Наташа Мариева
- Эрнст Романов — Михаил Петрович Карташов, завуч
- Геннадий Корольков — Аркадий Николаевич, директор техникума
- Виктор Остроухов — Пактусов
- Елена Говорухина — Рая Белевич
- Владимир Шихов — Гриценко
- Нина Веселовская — Мария Иосифовна Савина
- Пётр Любешкин — Борис Ильич
- Александр Мовчан — Морозов
- Элла Некрасова — Елена Станиславовна, секретарь директора техникума
- Сергей Бачурский — Андрей, водитель микроавтобуса
- Пётр Кадочников
- Георгий Кондратьев — Олег Мареев
- Константин Максимов
- Владимир Сизов
- Дмитрий Шилко — Пелевин, отец Наташи
- Клавдия Хабарова — учительница (нет в титрах)
- Ирина Шмелёва — студентка техникума (нет в титрах)

## Съёмочная группа
- Автор сценария: Анатолий Шайкевич
- Режиссёр: Виктор Обухов
- Оператор: Игорь Лукшин
- Художник: Борис Добровольский
- Звукорежиссёр: Ярополк Лапшин
- Композитор: Юрий Саульский

## Технические данные
- Цветной, звуковой